# Sternodea japonica
Sternodea japonica is een keversoort uit de familie harige schimmelkevers (Cryptophagidae). De wetenschappelijke naam van de soort werd in 1984 gepubliceerd door Sasaji.